# Да, нет, наверное
«Да, нет, наверное» (англ. Definitely, Maybe) — американская романтическая комедия 2008 года с Райаном Рейнольдсом, Айлой Фишер, Рэйчел Вайс, Элизабет Бэнкс и Эбигейл Бреслин. Дочь помогает отцу разобраться в своих чувствах к трём женщинам.

## Сюжет
После школьных занятий по сексуальному воспитанию юную Майю (Эбигейл Бреслин) очень интересуют вопрос взаимоотношения полов и то, почему её родители расстаются. Её отец Уильям Хэйс (Райан Рейнольдс), уступив настойчивым просьбам дочери, решается рассказать ей о женщинах в своей жизни, и пусть Майя сама делает выводы. Несмотря на то обстоятельство, что отец, разумеется, опускает в своём рассказе отдельные нюансы и изменяет некоторые имена, девочка всё же точно угадывает, которая из них — её мать.
Оказывается, что девушек, определивших всю жизнь Уилла Хэйса, всего три. Подруга по колледжу в Висконсине — рассказывая, Уилл дал ей имя Эмили, на самом деле она Сара (Элизабет Бэнкс). Давняя приятельница Эмили, живущая в Нью-Йорке, подруга убелённого сединами профессора (Кевин Кляйн) и многообещающая журналистка — она названа Саммер, хотя в жизни её зовут Наташа (Рэйчел Вайс). И коллега по избирательному штабу Билла Клинтона на выборах 1992 года — Эйприл по прозвищу «Ксерокопия» (Айла Фишер). Только ей Уилл в своём повествовании почему-то оставил её настоящее имя.
Взаимоотношения Уильяма с этими тремя женщинами переплетены самым причудливым образом. Они то возникают в его жизни, то исчезают, то неожиданно, иногда совершенно не вовремя, возвращаются вновь. Каждая из них в чём-то одинаково важна для Уилла: во всяком случае, книга, когда-то найденная им для Эйприл у нью-йоркского букиниста (эпизодическая роль режиссёра-постановщика фильма Адама Брукса), много лет хранится в той же коробке, что и книга профессора Хэмптона Рота, «друга» Саммер. Ни с одной из своих возлюбленных он окончательно не рвёт отношения, но и ни с одной не может обрести полного счастья.
Тем не менее Майе удаётся не только догадаться, которая из них в конце концов стала её матерью, но и разобраться, кто из них троих главная, настоящая, единственная любовь её отца. И главное — суметь убедить в этом самого Уилла.

## В ролях
- Райан Рейнольдс — Уильям Хэйс
- Эбигейл Бреслин — Майя Хэйс
- Айла Фишер — Эйприл Хоффман / «Эйприл»
- Рэйчел Вайс — Наташа Роуз / «Саммер Хартли»
- Элизабет Бэнкс — Сара Джонс / «Эмили»
- Кевин Кляйн — профессор Хэмптон Рот
- Орла Кэссиди — медсестра

## Сборы
В прокате с 14 февраля по 10 апреля 2008, наибольшее число показов — в 2 220 кинотеатрах единовременно. За время проката собрал в мире 55 447 968 долларов (из них в США 32 241 649 долларов и в остальном мире 23 206 319 долларов).